# Mezostrakum
Mezostrakum (mesostracum, z gr. mesos – środek; ostrakon – muszla) – środkowa, w przekroju poprzecznym, porcelanowa warstwa muszli mięczaków zbudowana z prostopadle do powierzchni muszli ułożonych pryzmatów wapiennych – aragonitu lub kalcytu.